# Jabrā Ibrāhīm Jabrā
Jabrā Ibrāhīm Jabrā (in arabo جبرا إبراهيم جبرا‎?; 1919 – 1994) è stato un poeta, critico letterario e traduttore palestinese.

## Biografia
Nasce a Betlemme da una famiglia ortodossa siriaca durante il Mandato britannico della Palestina. Ricevuta la propria educazione a Gerusalemme e più tardi alle Università di Cambridge e di Harvard, si stabilisce con la propria famiglia in Iraq a seguito degli eventi del 1948.
Poeta, scrittore e critico letterario, è tra l'altro traduttore in arabo dall'inglese di alcune opere destinate ad avere una estrema rilevanza nelle avanguardie poetico-letterarie arabe (in particolare il gruppo Tammuzi a cui si lega tra l'altro il nome di Adonis), come il Ramo d'oro di James Frazer e alcune opere maggiori di Thomas Stearns Eliot.

## Il lavoro di traduzione
L'impegno di traduttore dall'inglese di Jabra Ibrahim Jabra ha per obiettivo di introdurre nel dibattito culturale arabo autori ed idee del mondo europeo ed occidentale. Se è vero che è proprio in virtù del mandato britannico che un autore come Jabra giunge, attraverso lo studio dell'inglese, alla scoperta della poetica di Eliot, questo percorso non viene da lui subìto ma trasformato in uno sforzo di apertura del mondo arabo agli autori più rilevanti della modernità. Si tratta in questo senso di uno dei momenti più coraggiosi di ripensamento della cultura araba, al di là di una semplice reazione di rigetto della cultura occidentale. La traduzione, in Jabra come nel movimento Tammuzi, è uno sforzo di appropriazione della cultura europea, solo in questo modo potendo superare una soggezione ad essa.
Jabra, oltre a William Shakespeare, ha tradotto in arabo alcune opere di Samuel Beckett, tra cui Aspettando Godot, destinate ad avere un vasto impatto nel mondo arabo. Ostentatamente cosmopolita, Jabra è tra i pionieri arabi di una reazione alla modernità in termini di appropriazione. Traduce di William Faulkner The Sound and the Fury, nella cui introduzione si propone come saggio critico all'opera di Faulkner. Lo scrittore palestinese Ghassan Kanafani è stato influenzato dalle traduzioni di Jabra. Egli nutrì inoltre una grande passione per le narrazioni per bambini: tradusse a questo proposito i celebri racconti di Oscar Wilde, Il principe felice e altri racconti, e la collezione di novelle di La Fontaine. Altri lavori che egli tradusse sono: Pre-Philosophy di Henry Frankfurt; Sight and Insights di Alexander Elliot; The Author and His Profession, raccolta di dieci critici americani; The Life in Drama di Eric Bentley; The Myth and the Symbol, rilevante opera collettiva; Axel's Castle di Edmund Wilson.
Il maggiore contributo di Jabra resta tuttavia quello dedicato alla traduzione di opere di Shakespeare, tra le quali l'Amleto, il Re Lear, Macbeth, Coriolano o La tempesta.